# Вінцук Вячорка
Вінцу́к Вячо́рка (біл. Вінцук Вячорка), також відомий як Валенти́н Григо́рович Вячо́рка (біл. Валянцін Рыгоравіч Вячорка; *7 липня 1961, м. Берестя) — білоруський мовознавець, громадський і політичний діяч, лідер партії Білоруський Народний Фронт з 1999 до 2007 року. Має лінгвістичну освіту, працював викладачем, журналістом. Окрім рідної білоруської володіє щонайменше шістьма мовами: українською, польською, чеською, російською, литовською й англійською.

## Біографія

### Раннє життя і навчання
Народився 7 липня 1961 року у місті Берестя. Його батько працював помічником Першого секретаря Комуністичної партії Білорусі Петра Машерова. У 1975 родина Вячорків переїхала до Мінська. Після закінчення школи поступив на навчання у філологічний факультет Білоруського державного університету за спеціальністю білоруська і російська мова та література. 1986 закінчив аспірантуру Інституту мовознавства Академії наук БРСР. Влаштувався викладачем в Мінському державному педагогічному інституті, а з 1990 викладав у Білоруському гуманітарному ліцеї. З 1988 року також працював журналістом, спочатку був працівником, а пізніше заступником головного редактора часопису «Спадщина». Невдало балотувався до Верховної Ради БРСР XII та XIII скликань.
Як мовознавець вивчав мову видань Західної Білорусі міжвоєнного періоду, ініціював сучасне впорядкування білоруського класичного правопису, укладач програм і хрестоматій для дошкільних установ. Автор і упорядник науково-популярних текстів і книг, зокрема про національну символіку. З 1979 року брав участь у національно-демократичному русі Білорусі.

### Громадсько-політична діяльність

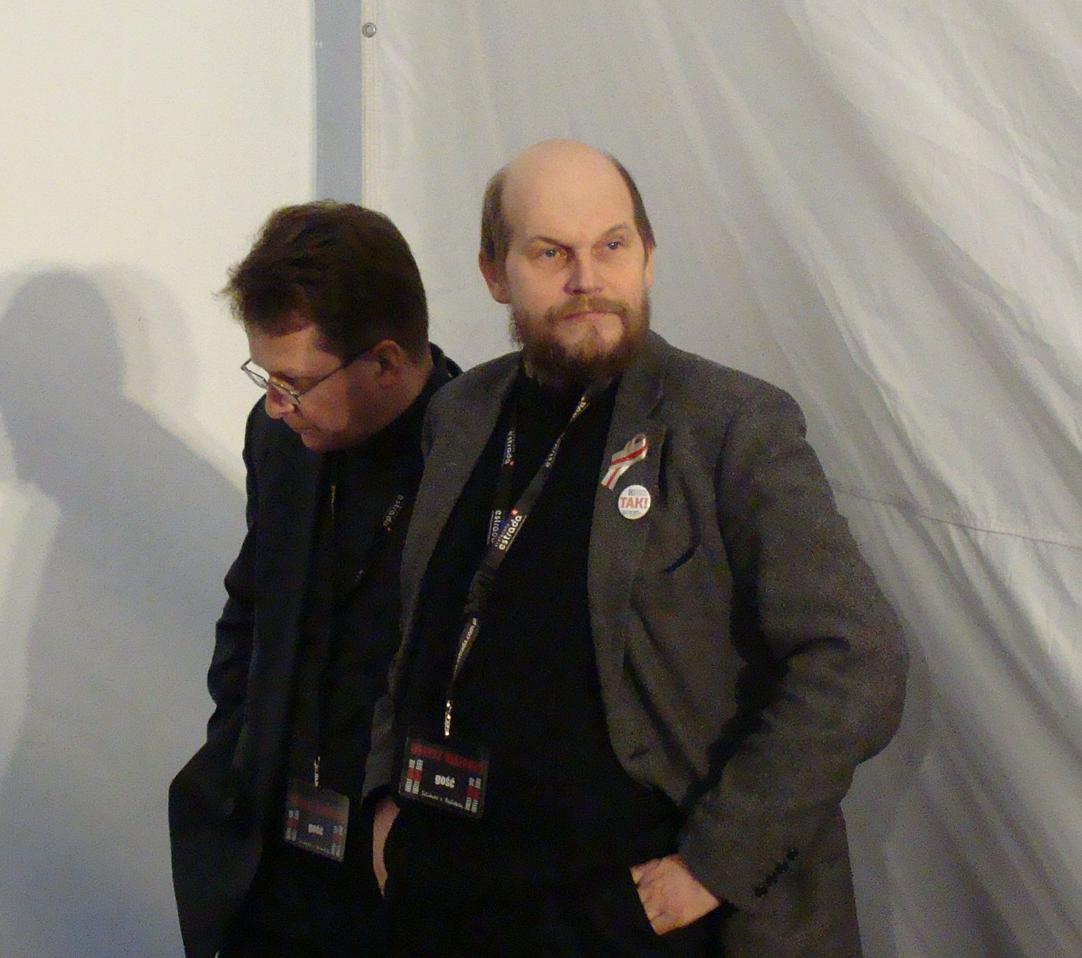
Вінцук Вячорка і Леонід Борщевський під час концерту «Солідарні з Білоруссю», березень 2009 року

Один з творців і керівників молодіжних груп та організацій «Майстерня» (1979—1984), «Толока» (1986—1989), Конфедерації білоруських молодіжних об'єднань. У 1979—1985 роках брав участь в діяльності самвидавного об'єднання «Білоруська Толеранційна Громада». У 1985 році був одним із засновників Клубу імені Володимира Короткевича. У 1986—1987 разом з Сергієм Дубовцем і Олесем Біляцьким видавав самвидавний журнал «Бурячок», який викликав пильну увагу з боку КДБ. З 1990 по 1993 Валентин Вячорка входив до складу редакції "Новин Білоруського Народного Фронту «Відродження».
У 1988 році був одним з організаторів Білоруського Народного Фронту «Відродження», керівником комісії з програмних документів руху. У 1995—1996 роках — заступник голови БНФ. 1999 року у фронті відбувся розкол: Консервативну християнську партію очолив Зенон Позняк, а лідером Партії БНФ став Вінцук Вячорка, на посаді якого залишався до 9 грудня 2007 року.
Вінцук Вячорка є засновником і керівником неурядової громадської організації просвітницької спрямованості — Центру «Суспільність» (з 1995). Голова робочої групи Асамблеї неурядових організацій Білорусі. Під час президентських виборів 2006 року був довіреною особою єдиного кандидата в президенти від демократичних сил Олександра Мілінкевича. З травня 2007 року — співголова Політради об'єднаних демократичних сил, у якій відповідає за інформаційно-мобілізаційну роботу і міжнародні відносини.
2016 року Вінцук Вячорка випустив книгу науково-популярних нарисів про особливості білоруської мови. Презентація видання «Па-беларуску з Вінцуком Вячоркам» відбулася 19 травня 2016 року в мінській галереї «Ў». До неї потрапили матеріали, на яких базувалися випуски однойменної передачі мовознавця, яка виходить на хвилях білоруської редакції Радіо «Свобода».

### Переслідування
Вячорку неодноразово арештовували та штрафували за участь у масових громадських акціях. Так, 13 червня 1984 він був затриманий за участь у демонстрації протесту проти знесення будівлі театру 19 століття в Мінську.
Інший випадок трапився, коли у перебігу подій 25 березня 1996 року проти нього порушили кримінальну справу. Його звинуватили у тиску на співробітника Центрального райвідділу міліції Мінська. 27 березня після розігнаного напередодні «Чорнобильського шляху» Валентина Вячорку затримали у дворі будинку, де він проживав. Чотири доби політик провів під арештом і був звільнений тільки тому, що відразу ж на знак протесту почав голодування. Кримінальну справу проти громадського діяча припинили тільки через півтора року.
8 березня 2006 року Валентин Вячорка, як довірена особа Олександра Мілінкевича, в одному з районів Мінська брав участь у зустрічі опозиційного кандидата в президенти з виборцями. Правоохоронні органи розцінили дану зустріч як несанкціонований мітинг, в якому Вячорка був визнаний одним з організаторів і активних учасників. За рішенням суду його засудили до 15 діб адміністративного арешту.

## Публікації

### Книги
- Кароткая граматыка літоўскай мовы / В. Р. Вячорка; [пад агул. рэд. Л. Баршчэўскага]. — Мн.: Радыёла-плюс, 2010. — 113, [1] с. — (Беларускія ЕўраГраматыкі). — ISBN 978-985-448-091-6.
- Па-беларуску з Вінцуком Вячоркам. — [Б. м.]: Радыё Свабодная Эўропа / Радыё Свабода, 2016. — 352 с. — (Бібліятэка Свабоды, XXI стагоддзе). — ISBN 978-0-929849-79-9.
- Не смяшыце мае прыназоўнікі. — [Б. м.]: Радыё Свабодная Эўропа / Радыё Свабода, 2017. — 316 с. — (Бібліятэка Свабоды, XXI стагоддзе). — ISBN 978-0-929849-84-3.

### Статті
- Правапіс. Спроба сучаснае нармалізацыі // Спадчына. — 1995. — № 5. — С.